# Tratado de Fusión
El Tratado de Fusión o Tratado de Bruselas, cuyo nombre oficial completo es Tratado por el que se constituye un Consejo único y una Comisión única de las Comunidades Europeas (Tratado de Fusión), también conocido como Tratado de Fusión de los Ejecutivos, fue firmado el 8 de abril de 1965 por los Estados miembros de las 3 Comunidades Europeas existentes ese entonces (la CECA, la CEE y la EURATOM), creando de esta forma, una sola Comisión Europea y un solo Consejo para las tres Comunidades. Se juntaban en uno sólo los tres poderes ejecutivos de dichas comunidades.
Desde 1958 las Comunidades compartían las otras dos instituciones existentes entonces: el Parlamento Europeo y el Tribunal de Justicia de las Comunidades Europeas encargado, entre otras cosas, de resolver los conflictos entre órganos e instituciones de las Comunidades Europeas y asegurar la aplicación del derecho comunitario de forma igual en todos los Estados.
El Tratado de Fusión está considerado como el principio de lo que en un futuro sería la actual Unión Europea. Entró en vigor el 1 de julio de 1967.